# یشوع‌یهب دوم
یشوع‌یهب دوم پاتریارک کلیسای مشرق از سال ۶۲۸ تا ۶۴۵ میلادی بود. این دوره با یک دوره تحول بزرگ در شاهنشاهی ساسانی همزمان بود. وی در پایان جنگ فاجعه‌باری میان ایران و روم که موجب ضعف هر دو کشور شد، پاتریارک شد. دو سال بعد اعراب مسلمان فتحوحات خود را آغاز کردند که طی آن امپراتوری ساسانی سرنگون و استان‌های شرقی روم اشغال شدند. یشوع‌یهب در این دوره بااهمیت زندگی می‌کرد و گفته شده که هم امپراتور روم، هراکلیوس، و هم خلیفه دوم مسلمانان، عمر، را ملاقات کرده‌است.